# ダストテイル
ダストテイルは彗星の尾の一種。彗星が太陽に近づいた際に、表面の塵などが太陽風に流され尾を形成する。主に、塵を主成分とするダストの尾をダストテイルと呼ぶ。また、イオンの尾をイオンテイルと呼ぶ。
写真などでは白色の尾として見ることができる。青色のイオンテイルに比べ明るいため、彗星の条件さえ良ければ肉眼で見ることのできる彗星であれば双眼鏡で観測することもできる。